# هرمانزاکر

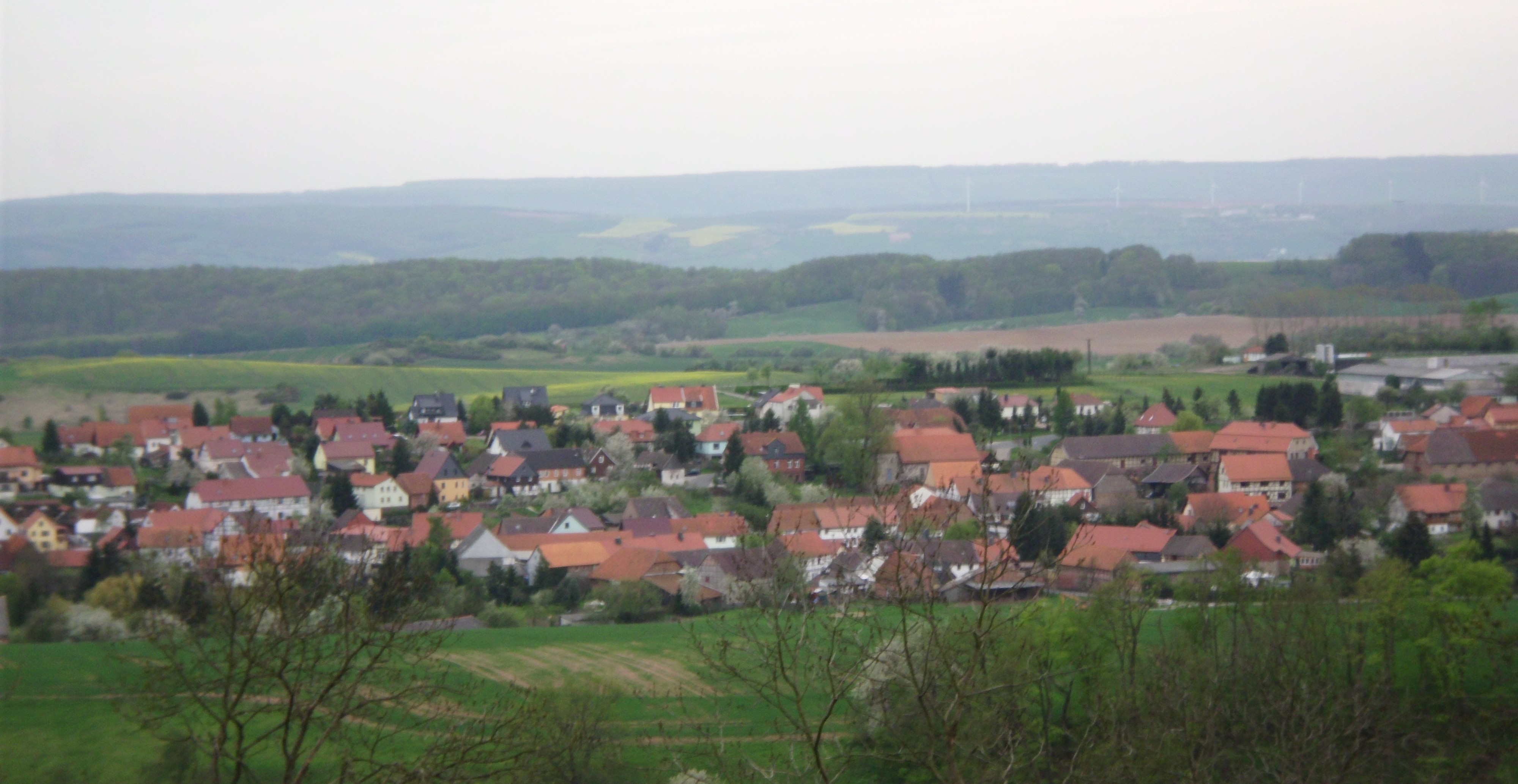
منطقه مسکونی در آلمان

هرمانزاکر (به آلمانی: Herrmannsacker) یک شهر در آلمان است که در Nordhausen واقع شده‌است. هرمانزاکر ۴۲۴ نفر جمعیت دارد.